# Solà del Perot
El Solà del Perot, és una solana del terme municipal d'Abella de la Conca, a la comarca del Pallars Jussà, en territori del poble de la Rua.

El Solà del Perot, respecte del terme d'Abella de la Conca

Està situat a llevant de Cal Curt, al capdamunt d'un dels barrancs que conflueixen en la Rasa del Coll d'Espina. És a llevant del coll anomenat Coll d'Espina i a ponent del cap de vall que forma el paratge de lo Coll d'Espina. Al damunt i a ponent d'aquest solà hi ha les Solanes de Cal Negre.

## Etimologia
Es tracta d'un topònim romànic modern, de caràcter descriptiu. És el solà pertanyent a lo Perot, sobrenom d'una de les cases -i de la família que hi residia- del poble de la Rua.